# 伙友兵团 (拜占庭)
伙友兵团是拜占庭帝国时期的主要部队之一，其全称为“皇家伙友兵团”（羅馬化：basilikḗ hetaireía），主要由外国人组成。在9-12世纪与名为塔格玛的中央军一道作为帝国职业常备军的组成部分。

## 词源
拜占庭时期，伙友兵团是对保镖的总称。其名称“hetaireia”意为“群聚、社团、友谊”，来源于“hetaîroi”，意为“伴侣、伙伴、战友”。其仿效了古代馬其頓王國的夥友騎兵，以及古典希臘時期参与会饮的贵族。
伙友兵团中最重要的是“皇家伙友兵团”，主要由外国人组成，是皇帝的贴身扈从，在9-12世纪是帝国职业常备军的一部分。伙友兵团这一名词也被用在军区将军的扈从上，其首领为伙友兵团都督（κόμης τῆς ἑταιρείας，kómēs tês hetaireías）。从13世纪起，该名词演变为了一般意义上权贵的武装随从。

## 历史
皇家伙友兵团的确切起源、作用和架构目前尚不清楚。该叫法最早在9世纪初出现，用来称呼战斗中利奥五世的贴身扈从。但是无法确定当时这个名词是指某支特定的部队，还是仅仅是对扈从的统称。直至狄奥斐卢斯在位时期，才能够确切证实这一部队的存在。J·B·伯里推测认为它是盟邦部队的演化。然而约翰·哈尔顿反对该观点，因为某些资料中这两支部队均有出现。哈尔顿认为可能起源自塔格玛的警卫团，该部队在早期成为独立单位之前也曾担任宫廷护卫。
伙友禁卫军由外邦人（ethnikoi）组成，当时的记载中提到了可萨人、法尔干纳人、突厥人（如马扎尔人）、法蘭克人和阿拉伯人。汉斯-约阿希姆·屈恩甚至称其为“拜占庭的外籍军团”。因此尽管它常常和拜占庭本土的塔格玛禁卫军一并提及，但它是一支独立的部队，具备独特的组织架构并起着不同的作用。在战斗中，塔格玛作为职业兵团，组成拜占庭军队的核心，而伙友部队负责保护皇帝本人。
9到10世纪时期的伙友兵团分为三或四个部分，各自有不同的称号，通常由各自的伙友兵团长官统率。
较资深的一支被称为“大伙友兵团”（μεγάλη ἑταιρεία，megálē hetaireía），首长为大伙友兵团长官，位列军队元帅，并常被直接简称为“[杰出者]伙友兵团长官”。其在9世纪末和10世纪前半叶地位显赫，负责皇帝的安全，并被委以重任。据说羅曼努斯一世在成为皇帝前曾担任这一职务，后由其子赫里斯托弗继承。十世纪中期君士坦丁七世所著的《典仪论》中提及，大伙友总长及其部队负责在战役中保护皇帝的营帐，以及守卫皇宫，这同另一官职帕皮阿斯联系紧密。
中伙友兵团（μέση ἑταιρεία，mésē hetaireía）也在资料中得到证实。斯提利亚诺斯·扎乌齐斯的来源暗示了米哈伊尔三世时期小伙友兵团（μικρὰ ἑταιρεία，mikrà hetaireía）存在的可能。小伙友兵团可能是可能由两个连队组成，分别为哈扎尔人（Χαζάροι）和法尔干纳人连队，约975年的《埃斯科里亚尔职官录》中称其为第三伙友兵团（τρίτη ἑταιρεία，trítē hetaireía）。历史学家沃伦·崔德戈德估测伙友兵团的总兵力约为1,200人。
到了10世纪初，伙友兵团中的荣誉职位作为颇具威望的任命，可由拜占庭本土官员购买，并和国库付给在职者的年俸（roga）关联。购买一个大伙友兵团的职位最低需要花费16磅黄金，每年可以得到40诺米斯达的俸禄，每增加一磅黄金，俸禄就能增加7诺米斯达。中伙友兵团的职位最低需要花费10磅黄金，年俸20诺米斯达。哈扎尔人或法尔干纳人连队最低需要7磅黄金，年俸12诺米斯达。哈尔顿认为，这可能证明伙友兵团“已经变为一支展示性的力量，最终不再作为皇帝护卫中的作战部分”。
在10世纪期间，出现了多个部队并入一个指挥官手下的趋势，中伙友兵团也被划归到大伙友兵团长官麾下。此后伙友兵团作为皇帝贴身护卫的功能逐渐消失。伙友兵团是少数几支拜占庭中期留存至科穆宁时期的部队之一，在曼努埃尔一世时期仍被证实存在，不过此时的组成已经发生了变化。11世纪晚期， 小尼基弗鲁斯·布林尼乌斯记述称伙友兵团“传统上” 是由拜占庭贵族子弟组成，而非外国人。
[大]伙友兵团长官这一职位也仍旧存在，但是失去了其军事职能，而保留为重要的宫廷官职。11世纪多位有影响力的宦官、部分第二等级的贵族以及拜占庭皇室的年轻亲属都曾就任该职位，例如科穆宁王朝的格奥尔基·帕列奥列格。到了帕列奥列格时期，该职位为显赫的贵族家族成员拥有。

### 脚注
1. 1 2 3 4  ODB，"Hetaireia" (A. Kazhdan), p. 925.
2. ↑  Hamilton, Richard. . O. Murray, Sympotica: A Symposium on the Symposion. Bryn Mawr.   [2015-12-18]. （原始内容存档于2016-10-25）.
3. ↑  Treadgold 1995，第100–105頁.
4. 1 2  Oikonomides 2001，第12頁.
5. ↑  Haldon 1984，第520頁.
6. ↑  Bury 1911，第106–107頁.
7. ↑  Haldon 1984，第246, 520頁.
8. ↑  Haldon 1984，第252頁.
9. ↑  Haldon 1984，第323–324頁.
10. ↑  Oikonomides 2001，第20–21頁.
11. ↑  Kühn 1991，第68頁.
12. ↑  Kühn 1991，第68, 105頁.
13. ↑  ODB，"Hetaireia" (A. Kazhdan), p. 925; "Hetaireiarches" (A. Kazhdan), pp. 925–926.
14. ↑  Bury 1911，第106頁.
15. 1 2  ODB，"Hetaireiarches" (A. Kazhdan), pp. 925–926.
16. 1 2  Bury 1911，第108頁.
17. 1 2  Bury 1911，第107頁.
18. 1 2  Treadgold 1995，第110頁.
19. ↑  Bury 1911，第107–108頁.
20. ↑  Oikonomides 2001，第12, 27頁.
21. ↑  Haldon 1984，第328頁.
22. ↑  Oikonomides 2001，第17–18頁.
23. ↑  Haldon 1984，第329頁.
24. ↑  Magdalino 2002，第321頁.

### 文献
- Bury, J. B. . London: Oxford University Press. 1911. OCLC 1046639111 –Archive.org （英语）.
- Haldon, John F. . Bonn: R. Habelt. 1984. ISBN 3-7749-2004-4.
- 亚历山大·卡日丹 (编). . 牛津: 牛津大学出版社. 1991. ISBN 0-19-504652-8.
- Kühn, Hans-Joachim. . Vienna: Fassbaender Verlag. 1991. ISBN 3-9005-38-23-9 （德语）.
- Magdalino, Paul. . Cambridge: Cambridge University Press. 2002. ISBN 0-521-52653-1 （英语）.
- Oikonomides, Nikos. . Byzantina Symmeikta. 2001, 14: 9–28  [2009-07-07]. ISSN 1105-1639. （原始内容存档于2012-02-16）.
- Treadgold, Warren T. . Stanford, California: Stanford University Press. 1995. ISBN 0-8047-3163-2.